# ریا ایراوان
چاندرا آریاتی دیوی ایراوان (انگلیسی: Ria Irawan; زاده ۲۴ ژوئیهٔ ۱۹۶۹ – درگذشته ۶ ژانویهٔ ۲۰۲۰) هنرپیشه اهل اندونزی بود؛ که به نام ریا ایراوان شناخته می‌شد. وی بین سال‌های ۱۹۷۳ تا ۲۰۱۷ میلادی فعالیت می‌کرد. ایراوان بازیگری را از چهار سالگی شروع کرد. او دختر بازیگران بامبانگ ایروان و آده ایراوان بود. ایراوان پس از سال‌ها نبرد با سرطان (از سال ۲۰۰۴) در ۶ ژانویه ۲۰۲۰ درگذشت.
او از جشنواره فیلم اندونزی و جشنواره فیلم آسیا پاسیفیک برای بهترین بازیگر زن و بهترین بازیگر نقش مکمل زن جوایزی را دریافت کرده بود.